# Шаповалов Йосип Миронович
Йосип Миронович Шаповалов (24 жовтня 1904, Козятин — 1978, Київ) — радянський офіцер, Герой Соціалістичної Праці, в роки німецько-радянської війни командир 4-го мостового залізничного полку, полковник.

## Біографія
Народився 24 жовтня 1904 року в місті Козятині (нині Вінницької області України) в сім'ї залізничника. Закінчив три класи Козятинської школи. З дитинства допомагав батькові на водокачці, у шістнадцять років став учнем курсів з підготовки слюсарів в депо Козятин. Працював помічником слюсаря середнього ремонту локомотивів депо Київ-1, там же в травні 1924 року став поїздним кочегаром паровоза.
В 1924 році закінчив два курси вечірньої школи в Києві, одночасно освоював роботу механіка. З серпня 1925 року — помічник машиніста пасажирського локомотива. Через три роки став керувати паровозом у своєму депо. Закінчив робітфак і в 1932 році — мостовий факультет Київського політехнічного інституту. Працював виконробом по влаштуванню греблі через річку Ташлик біля станції Помічна, потім заступником начальника служби колії станції Білокоровичі.
У листопаді 1933 року призваний в Червону Армію. Направлений на однорічні курси підготовки командного складу у 13-й корпусний артилерійський полк Уральського військового округу. Тут врахували його спеціальність мостовика і перевели в 6-й залізничний полк у Київському особливому військовому окрузі, де він служив старшим техніком штабу. У 1934 році всутпив у ВКП(б). З січня 1939 року — помічник командира мостового батальйону Навчально-дослідного залізничного полку. В кінці 1939 року під час війни з Фінляндією — старший інженер західної ділянки будівництва залізничної лінії Петрозаводськ—Суоярві на Північно-Західному фронті.

### Радянсько-німецька війна
У німецько-радянську війну капітан Шаповалов на посаді командира 7-го окремого мостового залізничного батальйону. Вів загороджувальні роботи на Північно-Західному і Волховському фронтах. З початку контрнаступу військ Західного, Південно-Західного і Калінінського фронтів під Москвою військовим залізничникам довелося вже відновлювати залізниці на звільненій території. У суворих умовах зими 1941—1942 років мостовики Шаповалова у короткий строк відновили двоколійний мостовий перехід через Волгу, де з шести прольотів було зруйновано три і були значні пошкодження опор. Міст почав пропускати військові ешелони раніше терміну. Швидке відновлення мосту через Волгу сприяло забезпеченню наступаючих військ поповненням, боєприпасами і всім необхідним. Командир батальйону був нагороджений орденом Червоної Зірки.
У березні 1942 року був призначений командиром 4-го мостового залізничного полку. У січні 1943 року полк майора Шаповалова був перекинутий на Воронезький фронт де також відновлював багато стратегічно важливих мостів. У серпні 1943 року підполковник Шаповалов зі своїм полком відбув на Білоруський фронт.
Указом Президії Верховної Ради СРСР від 5 листопада 1943 року «за особливі заслуги в забезпеченні перевезень для фронту і народного господарства та видатні досягнення у відбудові залізничного господарства у важких умовах воєнного часу» підполковнику Шаповалову Йосипу Мироновичу присвоєно звання Героя Соціалістичної Праці з врученням ордена Леніна і медалі «Серп і Молот».
Тільки влітку 1944 року в Кремлі Шаповалову вручили відразу два ордени Леніна і золоту медаль «Серп і Молот», які не були отримані ним раніше «внаслідок віддаленості роботи».
Восени 1944 року Шаповалов командував 15-м окремим мостовим залізничним полком спеціального призначення, війну закінчив у званні полковника.

### Повоєнні роки
Після війни продовжив службу в залізничних військах. Йому довелося капітально відновлювати міст через Дніпро біля Черкас. Навісним способом було змонтовано 2 500 тонн прогонових будов. Механізація робіт, важливі технічні удосконалення і передова технологія дозволили тут прискорити терміни закінчення будівництва і заощадити понад 6 мільйонів рублів. 
У ніч на 8 березня 1950 року в трюмі однієї з барж, де розміщувалися мостовики, виникла пожежа і загинуло 15 військовослужбовців. Людей Шаповалов розмістив своїм наказом в непристосованих приміщеннях і наказав там поставити взимку печі. До того у нього знайшли і незаконно збережену з війни зброю: два пістолети і автомати. Шаповалов був знятий з посади, виключений з партії. 19 липня 1950 року Військовим трибуналом Московського військового округу засуджений до 25 років позбавлення волі з позбавленням військового звання «полковник». Військова колегія Верховного Суду залишила вирок без змін і 21 серпня 1951 року його позбавили всіх бойових нагород і звання Героя.
У квітні 1953 року за протестом Генерального прокурора СРСР Пленумом Верховного Суду міра покарання була знижена до 10 років без позбавлення військового звання. У тому ж році він був звільнений за амністією. Повернувся в залізничні війська. Трудився на будівництві Трансмонгольської залізничної магістралі від столиці Монголії Улан-Батора до станції Дзамин-Уде на монгольсько-китайському кордоні. Був начальником виробничого відділу будівництва. У грудні 1955 року магістраль була введена в постійну експлуатацію. Його праця в Монголії був відзначений медаллю «За трудову доблесть» і монгольським орденом. У 1960 році знову став членом КПРС.
У травні 1962 року полковник Шаповалов через хворобу звільнився у запас. Жив у місті Києві. Працював в одній з військових частин. 29 травня 1968 року Президія Верховної Ради СРСР відновив його у званні Героя Соціалістичної Праці та правах на бойові нагороди.

Могила Йосипа Шаповалова

Помер в 1978 році. Похований в Києві на Байковому кладовищі.

## Нагороди
Нагороджений двома орденами Леніна, двома орденами Червоного Прапора, трьома орденами Червоної Зірки, медалями, монгольським орденом.